# Franz Josef Strauß
Franz Josef Strauß (Munique, 6 de setembro de 1915 – Regensburg, 3 de outubro de 1988) foi um político alemão, filiado à União Social-Cristã (CSU), da qual foi presidente de 1961 até sua morte.
Strauß foi membro do Governo Federal da Alemanha como Ministro Federal para Assuntos Especiais (1953–1955), Ministro para Assuntos Atômicos (1955–1956), Ministro da Defesa (1956–1962) e Ministro das Finanças (1966–1969). De 1978 a 1988 foi Ministro presidente da Baviera, derrotado na eleição federal na Alemanha Ocidental em 1980 como candidato a chanceler pelo então detentor do cargo, Helmut Schmidt (SPD).

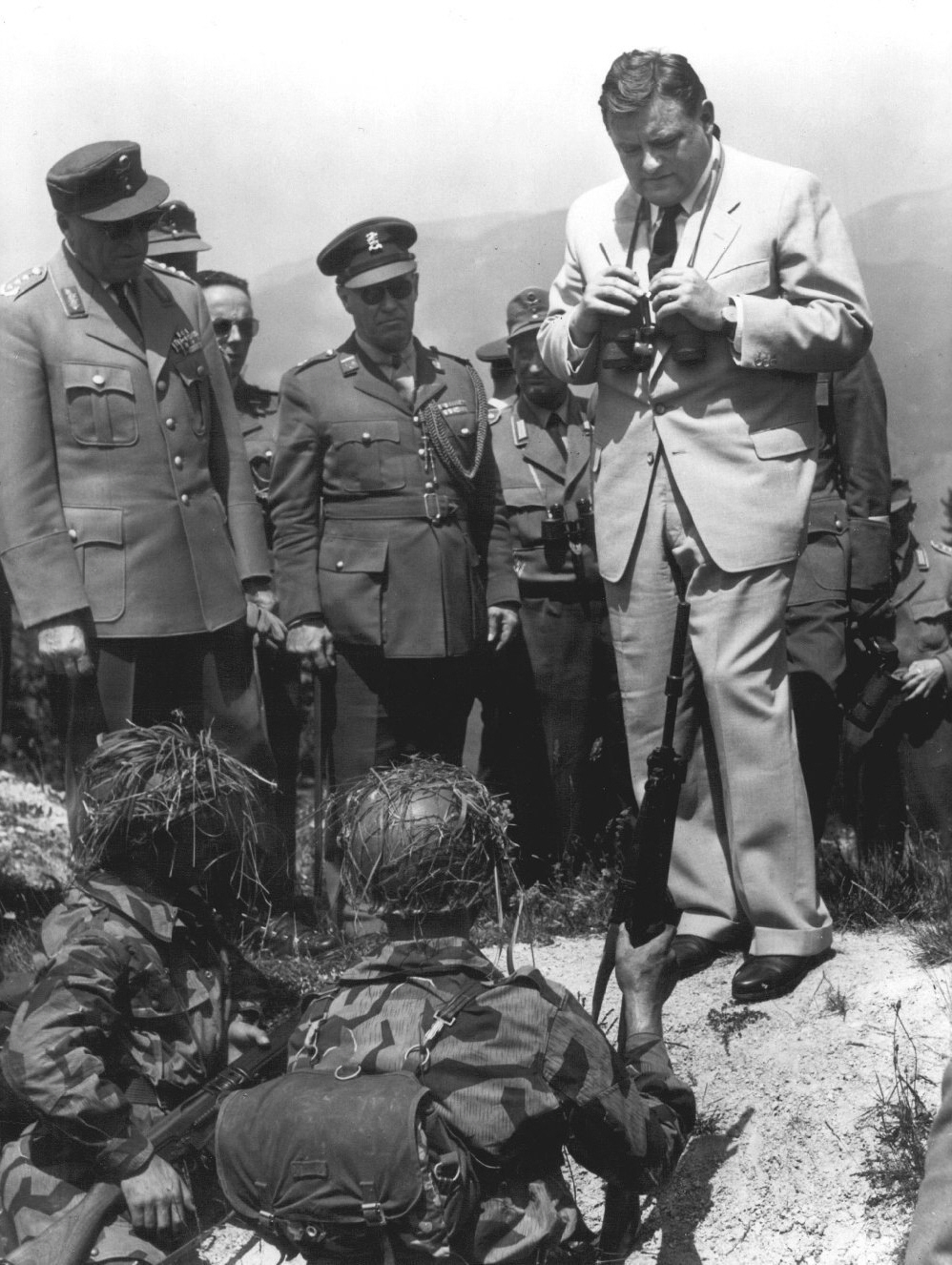
Franz Josef Strauß als Verteidigungsminister bei einem Manöverbesuch 1960

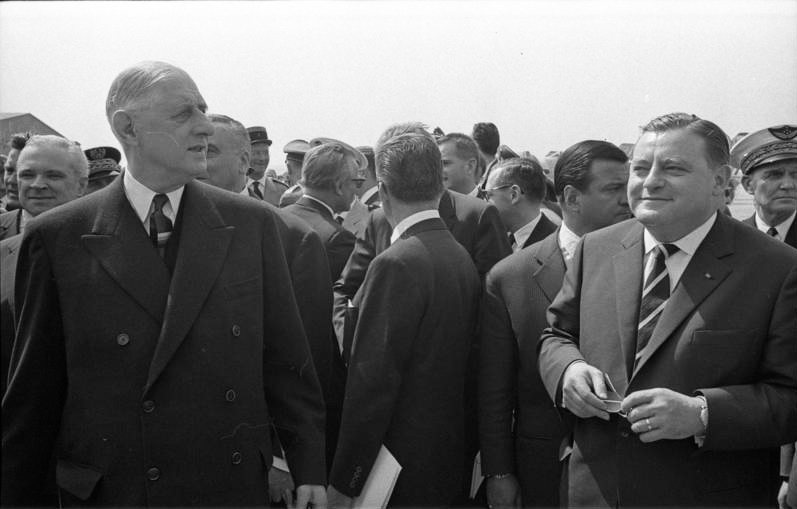
Strauß und de Gaulle, 1962

## Publicações
- Entwurf für Europa. Seewald, Stuttgart 1966.
- Bundestagsreden. Hrsg. Leo Wagner. Verlag AZ Studio, Bonn 1968.
- Herausforderung und Antwort. Ein Programm für Europa. Seewald, Stuttgart 1968.
- Die Finanzverfassung. Olzog, München, Wien 1969.
- Der Weg in die Finanzkrise. Bonn 1972.
- Mut zur Freiheit. Dankesrede anlässlich der Verleihung des Konrad-Adenauer-Preises 1975. Hrsg. Karl Steinbruch.
- Deutschland deine Zukunft. Busse-Seewald Verlag, Stuttgart 1975, ISBN 3-512-00393-1.
- Der Auftrag. Stuttgart 1976.
- Signale. Beiträge zur deutschen Politik 1969–1978. München 1978.
- Gebote der Freiheit. Verlag Gruenwald, München 1980, ISBN 3-8207-0137-0.
- Verantwortung vor der Geschichte. Beiträge zur deutschen und internationalen Politik 1978–1985. München 1985.
- Auftrag für die Zukunft. Beiträge zur deutschen und internationalen Politik 1985–1987. Schulz, Percha, Kempfenhausen 1987.
- Die Erinnerungen. postum. Siedler, Berlin 1989, ISBN 3-88680-682-0.

## Filme
- Der Kandidat Stefan Aust, Alexander Kluge, Volker Schlöndorff, Alexander von Eschwege; Dokumentarfilm zur Bundestagswahl 1980